# Alexey Kunshin
Alexey Kunshin (né le 20 octobre 1987) est un coureur cycliste russe. Membre de l'équipe russe Katyusha en 2008, il est contrôlé positif à l'acétazolamide lors du prologue du GP Tell qu'il remporte en août. Il en est déclassé et est suspendu pour deux ans à compter du 24 novembre 2008,.

## Palmarès
- 2004
  - 4e étape du Tour de la région de Łódź
  - 2e du Tour de la région de Łódź
- 2007
  - Way to Pekin
    - Classement général
    - 1re, 2e et 3e étapes
- 2012
  - Tour de l'Alentejo
    - Classement général
    - 2e étape

## Classements mondiaux
| Année           | 2006  | 2007 | 2008 | 2009 | 2010 | 2011 | 2012 |
| --------------- | ----- | ---- | ---- | ---- | ---- | ---- | ---- |
| UCI Europe Tour | 1162e | 104e | 606e |      |      | 548e | 235e |